# Баум, Эдуард Оттонович
Эдуард Оттонович Баум (1850—1921) — учёный-лесовод, лесной ревизор Семиреченской области, в течение 25 лет председатель Семиреченского сельскохозяйственного общества. После установления Советской власти возглавлял Семиреченский лесной подотдел.

## Биография
Происходил из семьи балтийского немца Оттона Баума (1813—1876), который много лет жил и работал в Пензе, возглавляя училище садоводства.
Окончил Пензенскую гимназию (1869), Петровскую земледельческую и лесную академию и Санкт-Петербургского земледельческого института в 1874 году со степенью кандидат лесоводства. Также учился в Петербургском земледельческом институте и защитил диссертацию кандидата сельского хозяйства.
В октябре 1875 года приехал в г. Верный, где работал областным лесничим при генерал-губернаторе Семиреченской области (с сентября 1876 г.). На этой должности Эдуард Баум вёл селекционную работу, был организатором зелёного строительства, отбирал в России посадочный материал, завёз и интродуцировал 44 лиственных, 17 хвойных пород и 52 вида кустарников. Так же доставил саженцы 74 сортов яблонь, 49 сортов груш и других плодовых растений. Под руководством Баума, предвидевшего необходимость зелёного строительства развивающегося города, в Верном и других городах Семиречья были заложены лесные питомники. По его инициативе был издан приказ об обязательной посадке жителями Верного и других поселений Семиречья не менее 20 декоративных и плодовых насаждений (саженцы выдавались бесплатно).
По его инициативе в 1871 году была создана Верненская школа садоводства (сейчас на её территории — Центральный парк культуры и отдыха).
По предложению Эдуарда Баума вдоль основных трактов были заложены рощи из карагача, вяза, дуба, берёзы, ясеня и других видов. В 1892 году в своей записке в городскую управу Баум попросил отвести землю, принадлежащую казачьей станице, для закладки «увеселительного парка». Согласие было дано, создана роща, которую впоследствии назвали именем Баума.
Учёный-путешественник П. П. Семёнов-Тян-Шанский писал:
Я помню, как на голом предгорье, на берегу Алматинки, стояло несколько срубов и юрт. Теперь там утопает в зелени прекрасный город… Свидетельствую о том, что когда я был в Верном, там не росло ни единого кустика…
Также занимал должности старшего лесного ревизора (1895—1917 гг.), заведующего лесной школой Верненского лесничества и, одновременно, заведующего Чиликским лесничеством (с 1909 г.). Был гласным Верненской городской думы и членом областного по городским делам присутствия (с 1913 г.)
В 1906—1907 годах Эдуард Баум руководил Верненским обществом ревнителей просвещения, которое организовывало бесплатные народные чтения, читальни, публичные библиотеки, концерты, спектакли, народные гуляния.
После 1917 года возглавлял Семиреченский лесной подотдел, был членом исполкома Алма-Атинского областного Совета 1-го созыва. Был председателем Семиреченского отделения Русского географического общества с 1920 года.
Скончался 26 мая 1921 года в собственном доме в Алма-Ате.

## Дом Баума
Дом у пересечения улиц Киргизской и Мещанской, в котором в 1880-1921 годах жил Баум (ныне ул. Амангельды, 68а), является памятником архитектуры, образцом деревянного зодчества индивидуальной жилой застройки конца XIX века. Автором проекта и строителем выступил П. М. Зенков. Дом Баума — в плане крестообразный, одноэтажный, рубленный из брёвен, на кирпичном цоколе с мезонином. Окна прямоугольные, спаренные по фасаду, обрамлены деревянными наличниками. Карнизы и треугольники фронтонов декорированы резными подзорами. Здание охраняется государством.

## Память
- Имя Э. О. Баума получила «Казённая лесная роща», созданная по его проекту.
- Почётный гражданин г. Верного.
- Похоронен в Алма-Ате, захоронение не сохранилось[7].